# Mount Oona
Mount Oona ist ein 2170 m hoher Berg in der antarktischen Ross Dependency. Er ragt am nördlichen Ende eines Gebirgskamms zwischen dem Helm- und dem Lowery-Gletscher in der Queen Elizabeth Range des Transantarktischen Gebirges auf.
Das Advisory Committee on Antarctic Names benannte ihn 1966 nach dem estnischen Geophysiker Hain Oona (* 1945), Polarlichtforscher des United States Antarctic Research Program auf der Amundsen-Scott-Südpolstation im Jahr 1964.